# Баграмян (бывший Баграмянский район)
Баграмян (арм. Բաղրամյան) — село в Армавирской области Армении. До 1995 года являлось центром Баграмянского района.

## География
Село расположено в западной части марза, к востоку от автодороги , на расстоянии 19 километров к северо-западу от города Армавир, административного центра области. Абсолютная высота — 1080 метров над уровнем моря.
Климат
Климат характеризуется как семиаридный (BSk в классификации климатов Кёппена). Среднегодовая температура воздуха составляет 10,5 °C. Средняя температура самого холодного месяца (января) составляет −4,7 °С, самого жаркого месяца (июля) — 23,6 °С. Расчётная многолетняя норма атмосферных осадков — 334 мм. Наибольшее количество осадков выпадает в мае (57 мм).

## Население
| Год переписи | Население          | Население          | Население          | Население            | Население            | Население            |
| Год переписи | Наличное население | Наличное население | Наличное население | Постоянное население | Постоянное население | Постоянное население |
| Год переписи | Всего              | Мужчины            | Женщины            | Всего                | Мужчины              | Женщины              |
| ------------ | ------------------ | ------------------ | ------------------ | -------------------- | -------------------- | -------------------- |
| 2001         | 663                | 309                | 354                | 903                  | 450                  | 453                  |
| 2011         | 585                | 284                | 301                | 658                  | 334                  | 324                  |